# Tilletia dactyloctenii
Tilletia dactyloctenii är en svampart som beskrevs av Vánky 1995. Tilletia dactyloctenii ingår i släktet Tilletia och familjen Tilletiaceae.   Inga underarter finns listade i Catalogue of Life.